# Maurice Depret
Ne doit pas être confondu avec Maurice Despret.
Maurice Depret, né à Paris le 11 juin 1863 et mort dans la même ville le 3 novembre 1933, est un diplomate et compositeur français.

## Biographie
Fils de Camille François Depret (1829-1892), négociant en vins et consul à Moscou, et de Hélène Colomba Anna Bixio (fille de Jacques Alexandre Bixio), Maurice Depret obtient une licence en droit et opte pour la carrière diplomatique. Il devient attaché autorisé à la direction politique en 1884, puis au cabinet du ministre l'année suivante. Passé secrétaire d'ambassade, il est successivement en poste à Berlin, à Bucarest et à Washington.

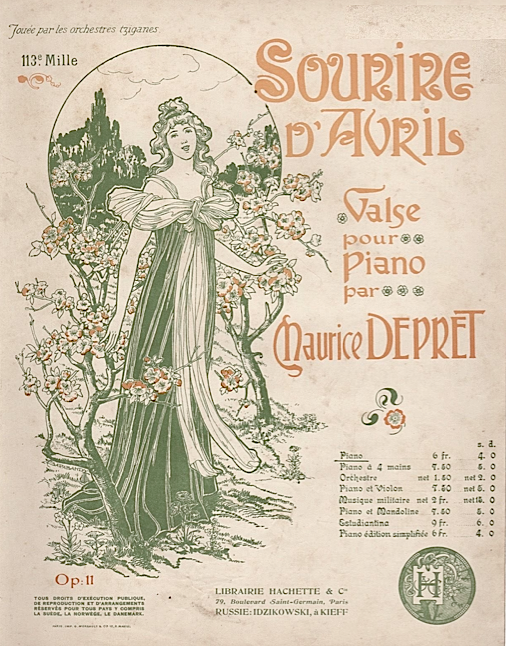
Couverture d'une édition de la valse Sourire d'avril de Maurice Depret.

Il se consacre également à la composition musicale. En ce domaine, son plus grand succès est la valse Sourire d'avril,. En 1901, le ballet (de Maurice Froyez, en vers, en un acte) Conte de fée, dont il écrit la musique, est représenté au théâtre Sarah Bernhardt.
Marié à Madeleine Pérouse, fille de Suzanne Pérouse et petite-fille de Jules Guichard, puis à Germaine Aubry (veuve du fils du général Édouard Cailliot), il est le beau-père de Jean Rebotier, officier de marine, directeur de la Société française radio-électrique et président de Radio-Maritime.
Officier d'Académie en 1891, Maurice Depret est promu Officier de l'Instruction publique en 1898. En 1899, il est nommé chevalier dans l'ordre de la Légion d'honneur.
Il meurt le 3 novembre 1933 en son domicile parisien du 51, avenue Victor-Hugo.

## Distinctions
- Officier d'académie (31 juillet 1891)
- Officier de l'Instruction publique (24 mars 1898)
- Chevalier de la Légion d'honneur (décret du 14 juillet 1899)